# BFI 런던 영화제

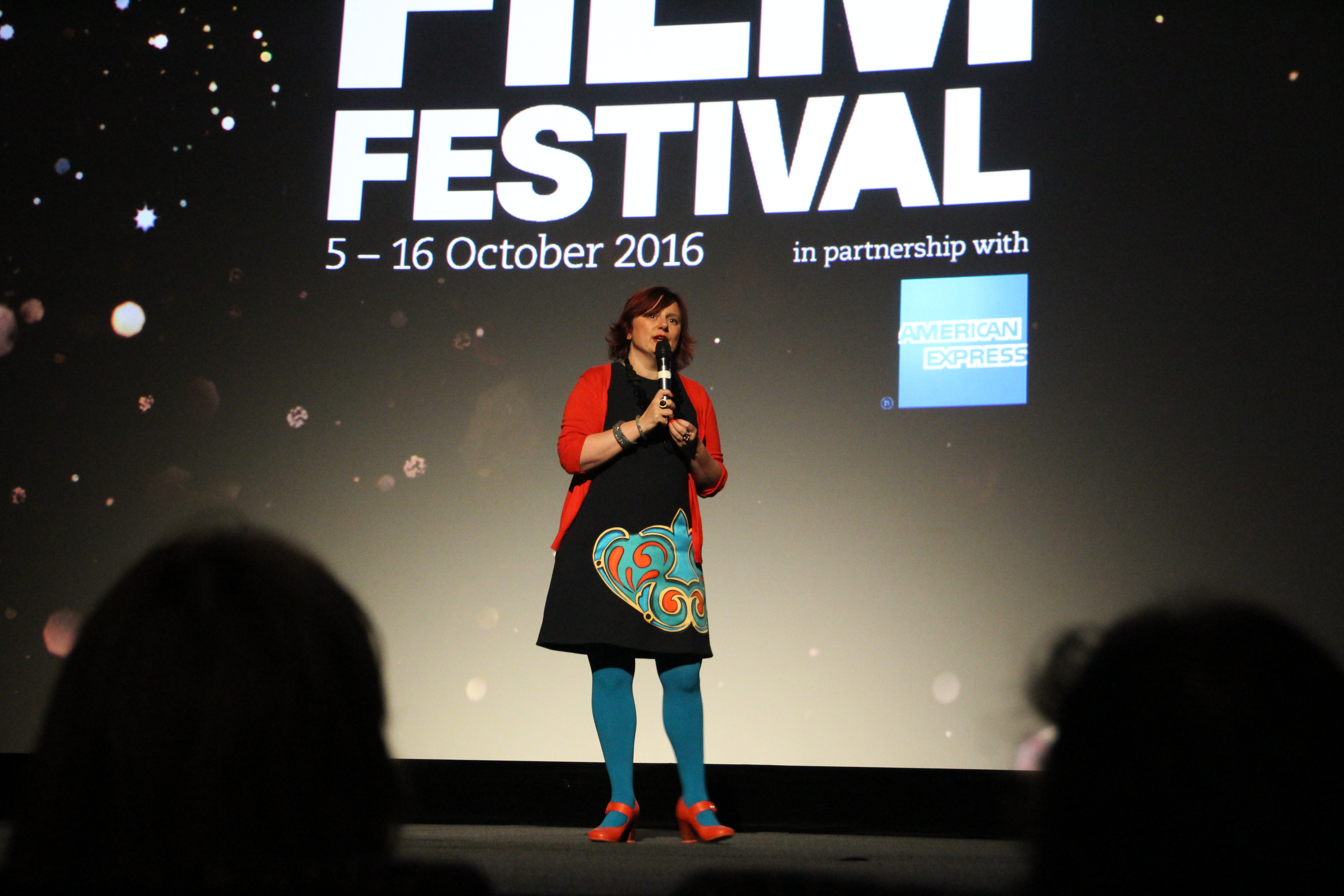

BFI 런던 영화제(BFI London Film Festival)는 매년 300개 가까운 영화가 상영되는 영국 최대의 영화제이다. 매년 10월경에 개최된다. 개최 모체는 영국 영화 협회로, 최근에는 타임스도 후원하고 있다.